# یاکوب ارخرات ده بری
یاکوب ارخرات ده بری (انگلیسی: Jakob Erckrath de Bary; ۱۰ مارس ۱۸۶۴ – ۱۴ اوت ۱۹۳۸) شمشیرباز اهل آلمان بود.
وی در مسابقات کشوری و بین‌المللی در مجموع برندهٔ ۱ مدال طلا شده‌است.